# مارغريت هيفرنان
مارغريت هيفرنان (بالإنجليزية: Margaret Heffernan)‏ هي سيدة أعمال وكاتِبة أمريكية، ولدت في 16 يونيو 1955 في تكساس في الولايات المتحدة.

## وصلات خارجية
- الموقع الرسمي